# NGC 7535
NGC 7535 (również PGC 70761 lub UGC 12438) – galaktyka spiralna (Scd), znajdująca się w gwiazdozbiorze Pegaza. Odkrył ją Lewis A. Swift 29 września 1886 roku. Jest to galaktyka o niskiej jasności powierzchniowej.